# رينكبي

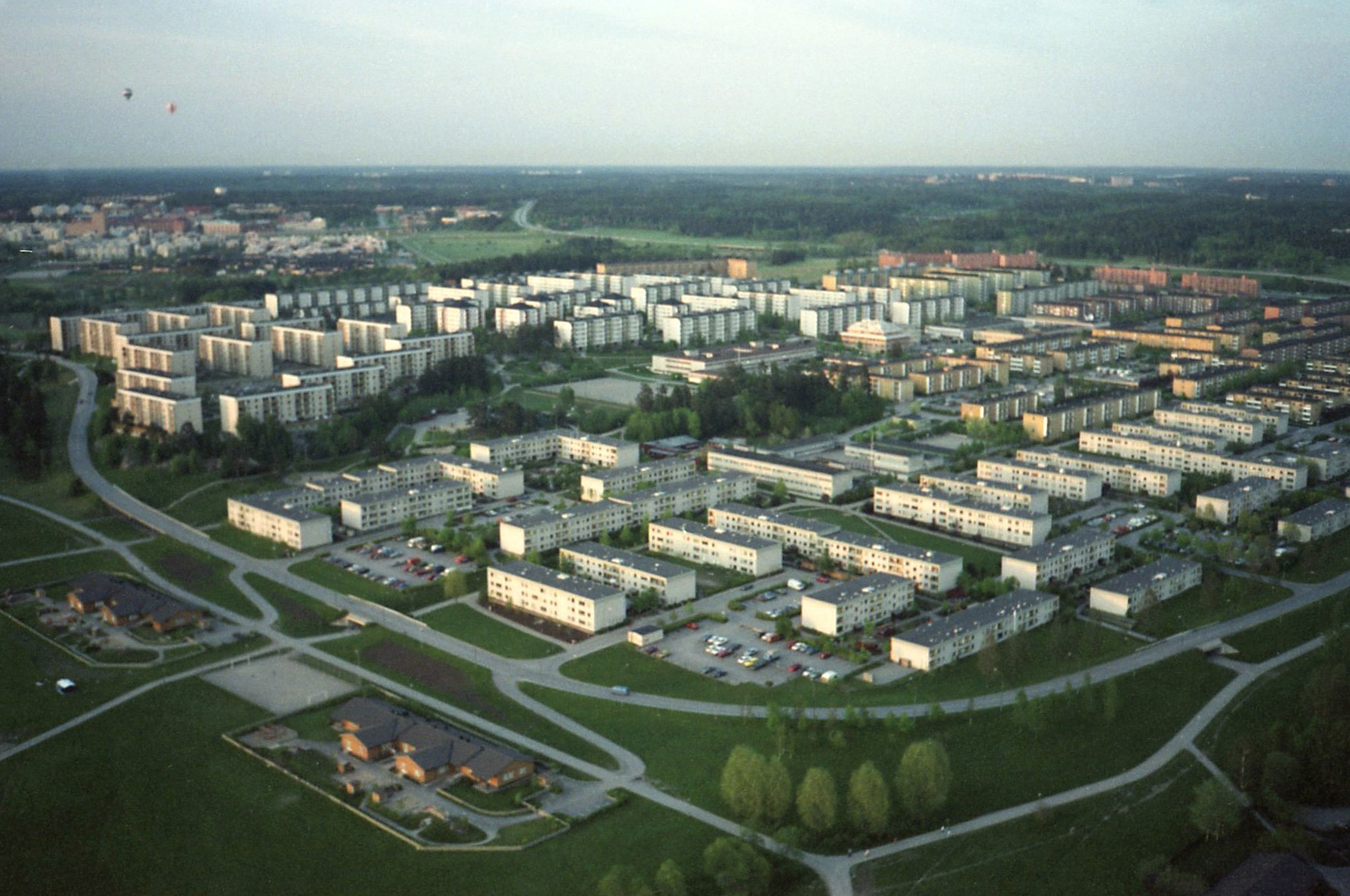

رينكبي ضاحية غرب العاصمة السويدية ستوكهولم تتبع منطقة رينكبي- شيستا. بلغ عدد سكانها عام 2014 حوالي 16066 نسمة. وتُعرف هذه الضاحية بالكثافة العالية للسكان المهاجرين والمنحدرين من أصول مهاجرة، حيث وصلت نسبة السكان من جيل المهاجرين الأول أو الثاني إلى 90,7 % وفقاً لبيانات عام 2014.
في منتصف القرن الخامس عشر كانت رينكبي عبارة عن قرية غير مأهولة تتكون من مزرعتين مملوكتين لكنيسة سبونجا. بقيت تٌستخدم، مع باقي منطقة يارفافلتيت، ميداناً للتدريب العسكري منذ 1905 إلى أن بيعت لبلدية ستوكهولم عام 1965.
بٌنيت رينكبي الحالية ضمن ما يعرف بالمشروع المليوني والذي يعني بناء مليون وحدة سكنية خلال عشر سنوات 1965-1974.
بدأ بناء رينكبي عام 1968 وأنتقلت أول دفعة من السكان عام 1969، و تم الانتهاء من بناء جميع المساكن عام 1971، في تشرين الثاني من نفس العام أفتتح مركز رينكبي، فيما أٌفتتحت محطة رنكبي لقـطار الأنفاق عام 1975.
منذ 1993، يٌنضم سنوياً معرض رينكبي للكتاب، كما تشتهر رينكبي باستضافتها السنوية للفائز بجائزة نوبل في الأدب، والذي يقوم بزيارة الضاحية ويلتقي الأطفال واليافعين في مدرسة رينكبي.

## سويدية رينكبي
هي نوع من عامية الضواحي، وقد يُطلق عليها سويدية المهاجرين، لكن من اللغويين من يعارض ذلك لأن اليافعين لا يٌعدوا غالباً مهاجرين بل أبناء أو أحفاد للمهاجرين. وقد يلجأ الكثير من اليافعين الذين ليست اللغة السويدية لغتهم الأم و نشأوا في مناطق تقطنها غالبية من المهاجرين، إلى ابتكار نمط لغوي خاص، يتميز بوجود العديد من الكلمات المستعارة من اللغات المهاجرة وبتنغيم الجمل بطريقة خاصة.

## أحداث الشغب
اندلعت أعمال شغب في ضاحية رينكبي لمدة ليلتين على التوالي عام 2010، حيث قام مئات الشبان بقذف الحجارة على سيارات الخدمات والإنقاذ كسيارات الإسعاف والشرطة، وأضرموا النار في الابنية كما هاجموا مركز الشرطة المحلي. هذه الاحداث ساهمت في دفع الكثير من المهاجرين الذين يقطنون هذه المنطقة والقادرين على تركها إلى تركها، مما ادى إلى تفاقم الموقف أكثر حيث أزداد عدد المهاجرين القاطنين في هذه المنطقة من الطبقات المنعزلة ثقافياً واجتماعياً عن ثقافة المجتمع السويدي. كل هذا أدى إلى أن تنفجر الاوضاع مرة أخرى عام 2017.